# Ачи (Кобулетский муниципалитет)
Ачи (груз. აჭი) — село в Кобулетском муниципалитете Грузии.

## География
Село находится на северном склоне Месхетского хребта, на правом берегу реки Ачисцкали, на расстоянии в 38 километрах от города Кобулети, административного центра муниципалитета. Абсолютная высота — 300 метров над уровнем моря.

## Население
| Год  | Население | Мужчин | Женщин |
| ---- | --------- | ------ | ------ |
| 2002 | 309       | 161    | 148    |
| 2014 | ↘253      | 131    | 122    |